# リナ・サワヤマ
リナ・サワヤマ（英語: Rina Sawayama、1990年8月16日 - ）は、ロンドンを拠点に活動する新潟県生まれの女性シンガーソングライター、ファッションモデル、女優。所属レーベルはDirty Hit。

## 略歴
1990年、新潟で生まれたのちに東京へ移住し、4歳で父が転勤してロンドンへ移住した。ロンドンは自身の感性に適したことから、以後長く母と暮らす。ノース・ロンドンの日本人学校に通ったのち、ケンブリッジ大学で政治学を学んだ。学生時代から音楽を作り始め、大学卒業後はアーティストとして本格的に活動を開始した。作詞、作曲、プロデュース、ミュージックビデオの監督などを全て自ら手掛ける。
英カルチャー誌『Dazed』、NYの音楽誌『The FADER』、米Vice Mediaのミュージックチャンネル「Noisey」に取り上げられるなど、国内外のファッション関係者から注目を集める。
2017年、ミニアルバム「RINA」で新たな才能の出現と注目を浴び、現地メディアの「2017年の知っておくべきアーティスト」や「次世代を担う100人」に選ばれた。
2023年、キアヌ・リーブス主演の映画『ジョン・ウィック:コンセクエンス』でシマヅ・アキラ役として初めて役者を務める。

## キャリア

### 2013年から2016年まで - アーティスト活動初期
2013年にシングル「Sleeping in Waking」で音楽活動を開始。のちに「Riina」の名でハロウィンにシングル「Terror」をリリース。2021年のビルボードのインタビューで、アーティスト名に苗字を含めずに名前しか使わないのは「不便だったから」と語る。 
2015年6月にArvida Byströmが監督した楽曲「Tunnel Vision」のミュージック・ビデオを公開し、2016年にシングル「Where U Are」をMVと共にリリース。このシングルはデジタルメディアを通した人間の関わり合いについて探求しており、リナは、「オンラインでは、編集された最高の自分を見せることができ、熱くなった携帯が人の温もりの代わりになる。何よりも変なのは、一緒にいるのに、凄く孤独になること。」だと説明している。本楽曲は「ノスタルジックな偉大さ...非常に甘くきらめくポップ」、「90年代のR&Bポップの完成形」と評されている。 
2016年7月に大阪のファッションビル「ルクア」のキャンペーンモデルを務めてオリジナルCM楽曲を制作した。同年9月6日、東京都内で開催された「DIESEL」の日本上陸30周年記念ショーにモデルとして出演。

### 2017年から2020年まで - デビューEP『RINA』と1stアルバム『SAWAYAMA』
2017年3月にシングル「Cyber Stockholm Syndrome」をリリースし、「デジタル世界は、重要なサポートネットワーク、連帯の声、避難所、脱出を提供することができます。それが『Cyber Stockholm Syndrome』。悲観主義、楽観主義、不安、そして自由についての歌」と語る。 
2017年10月にデビューEP『RINA』を発表する。当時はレコード会社と契約が無く、レコーディングやプロモーション費用は約2 - 3年かけて自力で貯金したと語る。イギリスのガーディアン紙は、EPを「爽快でモダン」「ポップスを未来へ導くことができる」ことを証明したと評する。ピッチフォークは、年間最優秀ポップ、R&Bアルバムに格付けした。
2018年8月にシングル「Cherry」を発売し、パンセクシュアルを公言する。2018年後半にEP収録曲「Ordinary Superstar」から名付けたツアー「Ordinary Superstar Tour」をイギリス、アメリカ、カナダなどで催す。2019年にチャーリー・XCXの英国ツアーのサポートアクトを務める 。
2019年6月に「情熱大陸」に出演して「ネクストレディーガガ」と称される。
2019年11月に「VOGUE JAPAN Women of the Year 2019」を授賞する。
2020年4月17日に初のスタジオアルバム『SAWAYAMA』をDirty Hitから発売して音楽評論家らが評価する。NMEは星5、オールミュージック、インデペンデント、ローリングストーンは星4、レビュー収集サイトのMetacriticは89/100、とそれぞれ評した。
2020年7月下旬にリナはイギリス国籍を保有していないことを理由に、マーキュリー賞やブリット・アワードなどイギリスの主要音楽賞にノミネートされる資格がないことをツイートした。ノミネート作品は平等であるべきの世間の声はすぐに広まり、イギリスのTwitterでハッシュタグ「#SawayamaIsBritish」が話題となった。エルトン・ジョンも「#SawayamaIsBritish」を支持し、「リナ・サワヤマの当然のアルバムが今年の（マーキュリー賞）候補者リストから外されることになったルールを（BPIが）見直すと聞いて嬉しい」とインスタグラムでコメントした。 のちに英国レコード産業 (BPI) は、彼女を含む英国に残留していた者は誰でも対象とするようルールを変更した。
2020年10月26日に『The Tonight Show Starring Jimmy Fallon』でシングル「XS」を演奏してテレビ出演する。2020年11月にプロデューサーのブラッドポップが制作した楽曲「Lucid」を発表する。2020年12月4日にこれらシングルを追加収録した1stアルバム『SAWAYAMA』のデラックス・バージョンがリリースされた。

### 2021年以後 - 『Hold The Girl』
2021年4月にエルトン・ジョンが参加したバージョンの「Chosen Family」を発表し、東京オリンピック閉会式で使用された。5月に映画『ジョン・ウィック』シリーズ4作目への出演が発表された。
2021年9月にメタリカがリリースしたチャリティ・トリビュート・アルバム『メタリカ・ブラックリスト』に参加して「エンター・サンドマン」のカバー歌唱を担当した。2021年9月３日にレディー・ガガの6作目のアルバム『クロマティカ』のリミックス・アルバム『ドーン・オブ・クロマティカ』に参加する。Clarence Clarityとともに「Free Woman」のリミックス・バージョンをリリースした。 

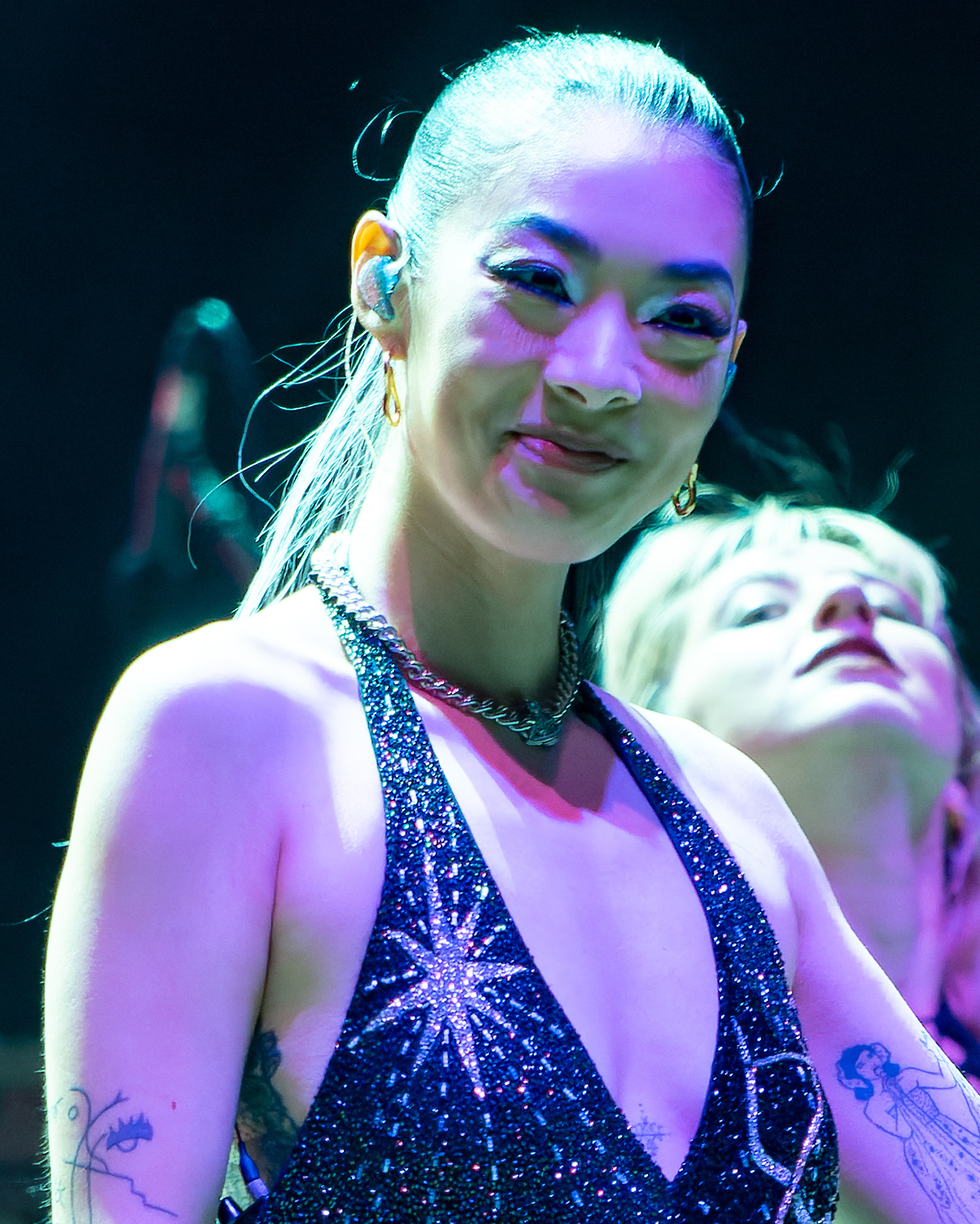
2022年

2022年5月にセカンド・アルバム『ホールド・ザ・ガール』からリード・シングル「This Hell」を発表し、PitchforkやBillboardなどのメディアが称賛する。 
2022年8月にSUMMER SONIC 2022に出演のため来日し、メインのマリンステージで、パフォーマンスを披露して日本語のMCで同性婚が法律で認められていない日本のLGBTQ＋コミュニティへ向けて下記をスピーチする。
私がここで同性婚をしようとしたら、出来ないのです。なぜかというと、日本では禁止されています。G7の国の中でも唯一、そのprotection、LGBTQの差別禁止（を定める法律）がない国。同性婚のprotectionがない国です。私は日本人であることを誇りに思っていますが、これはすごい恥ずかしいということです。私と、私の友だち、choosen familyを受け入れて平等な権利を与えられるべきだと、平等な権利を持つべきだと思う人たちは、皆さん私たちと私たちのために闘ってください。LGBTの人は人間です。LGBTの人は日本人です。愛は愛。家族は家族です。一緒に闘ってください。よろしくお願いします。
2022年9月に発売したセカンド・アルバム『Hold The Girl』は全英アルバム・チャートで初登場3位となり、全英アルバムの日本人アーティストで歴代最高位となる。
2023年に自身初の単独ツアー「Hold The Girl Tour」で東京、名古屋、大阪の3都市を巡る大規模なジャパン・ツアーを催す。

## 音楽性
1990年代から2000年代の日本の音楽のうち宇多田ヒカルと椎名林檎、2000年代初期のアメリカのR&B、ポップ、ロックのうちマライア・キャリー、デスティニーズ・チャイルド、カーディガンズ、ジャスティン・ティンバーレイク、ジョン・メイヤーらから影響を受け、両者をミックスする。影響されたアルバムに宇多田ヒカルの『First Love』、椎名林檎の『勝訴ストリップ』、ビヨンセの『Dangerously in Love』、N.E.R.Dの『Fly or Die』を挙げる。自身では自分の音楽を、「Cute R&B」あるいは「マライア・キャリー、カーディガンズ、ジャスティン・ティンバーレイク、アリーヤ、椎名林檎、N.E.R.Dのミックス」と表現している。

## 映画
- ジョン・ウィック:コンセクエンス（2023年）

主演：キアヌ・リーブス、ドニー・イェン、真田広之（スタントダブルは伊澤彩織）

## 来日公演

### SUMMER SONIC 2022
- 2022年8月20日、ZOZOマリンスタジアム MARINE STAGE
- 2022年8月21日、舞洲スポーツアイランド OCEAN STAGE

### Hold The Girl Tour 2023
- 2023年1月17日、DIAMOND HALL（名古屋）
- 2023年1月18日、Zepp Bayside Osaka (大阪）
- 2023年1月20日、東京ガーデンシアター（東京）

## ディスコグラフィー

### シングル
- 「Sleeping in Waking」(2013)
- 「Where U Are」(2016)
- 「This Time Last Year」(2016)
- 「Cyber Stockholm Syndrome」2017)
- 「Alterlife」(2017)
- 「Tunnel Vision」(2017)
- 「Valentine (What's It Gonna Be)」(2018)
- 「Cherry」(2018)
- 「Flicker」(2018)
- 「STFU!」(2019)
- 「Comme des garçons (like the boys) 」(2020)
- 「XS 」(2020)
- 「Chosen Family 」(2020)
- 「Bad Friend 」(2020)
- 「Lucid」(2020)
- 「This Hell」(2022)
- 「Catch Me in the Air」(2022)
- 「Hold the Girl」(2022)
- 「Phantom」(2022)
- 「Hurricanes」(2022)
- 「Frankenstein」(2022)

### EP
- 『Cyber Stockholm Syndrome』(2017, The Vinyl Factory) - アナログレコード

### アルバム
- 『RINA』(2017)
- 『Sawayama』(2020)
- 『Hold the Girl』(2022)